# Rooftop (Nico Santos)
Rooftop è un singolo del cantante tedesco Nico Santos, pubblicato il 29 settembre 2017 come primo estratto dal primo album in studio Streets of Gold.

## Video musicale
Il video musicale è stato reso disponibile il 10 novembre 2017.

## Tracce
Testi e musiche di Nico Santos, Nicolas Rebscher, Michelle Leonard, Cristoph Cronauer e Vito Kovach.
Download digitale
1. Rooftop – 3:17

Download digitale – Acoustic Version
1. Rooftop (Acoustic Version) – 3:15

Download digitale – HUGEL Remix
1. Rooftop (HUGEL Remix) – 3:18

Download digitale
1. Rooftop (con Samantha Harvey) – 3:16

Download digitale – Remixes EP
1. Rooftop (Alex Adair Remix / Club Edit) – 4:09
2. Rooftop (Alex Adair Remix / Radio Edit) – 3:17
3. Rooftop (Mokuba Remix) – 2:43
4. Rooftop (feat. Yung Fume) (Mokuba Remix) – 2:46
5. Rooftop (UK Radio Mix) – 3:11

CD singolo (Germania, Austria e Svizzera)
1. Rooftop – 3:17
2. Rooftop (Acoustic Version) – 3:16

## Formazione
Musicisti
- Nico Santos – voce, sintetizzatore, pianoforte, cori
- Marek Pompetzki – chitarra, tastiera, batteria, percussioni, corde, basso, programmazione, sintetizzatore
- Paul NZA – chitarra, tastiera, batteria, percussioni, corde, basso, programmazione, sintetizzatore
- Biztram – chitarra, tastiera, batteria, percussioni, corde, basso, programmazione, sintetizzatore
- Cecil Remmler – chitarra, tastiera, batteria, percussioni, corde, basso, programmazione, sintetizzatore
- Djorkaeff & Beatzarre – chitarra, tastiera, batteria, percussioni, corde, basso, programmazione, sintetizzatore
- Nicolas Rebscher – programmazione della batteria aggiuntiva, cori
- Burak Kocaman – chitarra
- Michelle Leonard – cori

Produzione
- Marek Pompetzki – produzione, registrazione, missaggio
- Paul NZA – produzione, registrazione
- Biztram – produzione
- Cecil Remmler – produzione, registrazione
- Djorkaeff & Beatzarre – produzione
- Randy Merrill – mastering
- Sascha "Busy" Bühren – mastering

## Classifiche

### Classifiche settimanali
| Classifica (2018) | Posizione massima |
| ----------------- | ----------------- |
| Austria           | 2                 |
| Germania          | 5                 |
| Lussemburgo       | 5                 |
| Polonia           | 3                 |
| Repubblica Ceca   | 47                |
| Slovacchia        | 93                |
| Svizzera          | 5                 |

### Classifiche di fine anno
| Classifica (2018) | Posizione |
| ----------------- | --------- |
| Austria           | 42        |
| Germania          | 19        |
| Polonia           | 23        |
| Svizzera          | 20        |